# Безумец Джеппо
«Безу́мец Дже́ппо» (итал. Geppo il folle) — итальянская музыкальная кинокомедия 1978 года с Адриано Челентано в главной роли. Челентано также является режиссёром этого фильма. Картина никогда не была выпущена на видео по желанию самого Челентано. Единственное издание — телевизионное, которое было сокращено на 20 минут.

## Сюжет
Про фильм «Безумец Джеппо» режиссёр любил говорить: «Это мой фильм». Действительно, в данном случае всё сделано им самим. Было бы неточно сказать, что Челентано сыграл в нём главную роль: он нарисовал автопортрет, представил Адриано зрителю таким, каким он видит себя сам — на экране популярный эстрадный певец, уставший от славы. Только любовь красивой девушки (Клаудиа Мори) помогает Джеппо (Адриано Челентано) понять, что чувства гораздо выше денег и успешности.

## В ролях
- Адриано Челентано;
- Клаудия Мори;
- Чантал Бенуа;
- Пьетро Брамбилла;
- Джино Сантерколе;
- Диего Бандини;
- Данило Бандини;
- Марко Колумбро.

## Съёмочная группа
- Режиссёр — Адриано Челентано;
- Оператор — Альфио Контини;
- Сценаристы — Адриано Челентано;
- Композитор — Адриано Челентано;
- Продюсер — Адриано Челентано.

## Саундтрек
Альбом с песнями из этого фильма, «Geppo il folle», был выпущен в 1978 году. Диск состоял из 6 композиций.